# سوئیتا
سوئیتا در استان اوساکا در کشور ژاپن  واقع شده‌است  که دارای جمعیت ۳۵۴٬۶۰۰ نفر و مساحت ۳۶٫۱۱ کیلومتر مربع با تراکم جمعیت ۹٬۸۲۰  نفر در کیلومترمربع است و در تاریخ ۱ آوریل ۱۹۴۰ به عنوان شهر شناخته شد.